# Fitou (region winiarski)
Fitou – oficjalnie klasyfikowany (appellation d’origine contrôlée) region winiarski w Langwedocji we Francji. Obejmuje dwa oddzielne obszary wchodzące również w skład apelacji Corbières. Fitou było pierwszym regionem winiarskim w Langwedocji wyróżnionym (w 1948) własną apelacją.

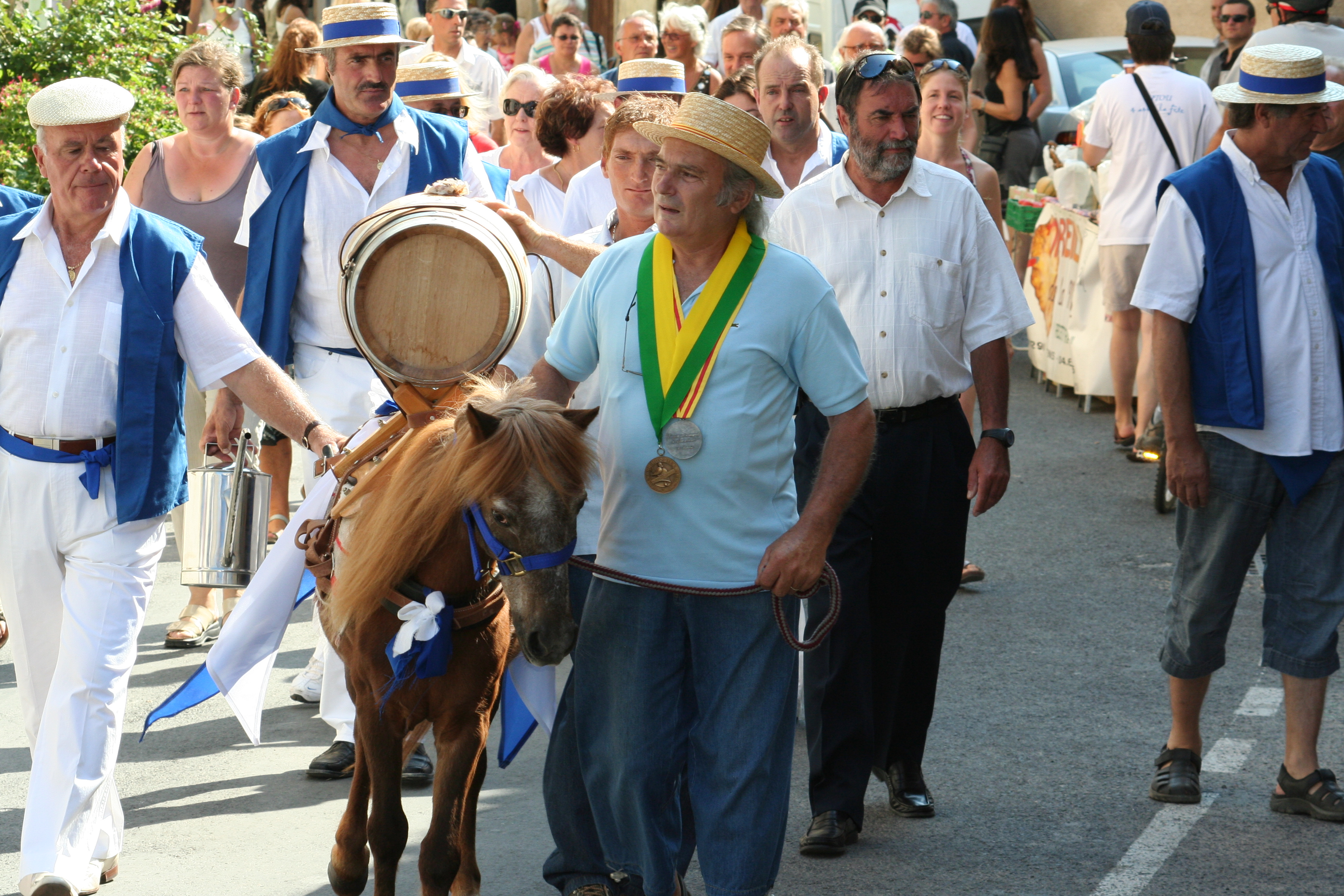
Święto wina w Fitou

Region składa się z dwóch enklaw na obszarze apelacji Corbières. Zachodnia część (Fitou de Hautes-Corbières), wokół Tuchan cechuje się łupkową glebą, a winiarze uprawiają przede wszystkim odmiany grenache i carignan noir, a także syrah. Nadmorska część (Fitou maritime), w pobliżu miejscowości Fitou obejmuje tereny ilasto-wapienne, na których uprawia się głównie syrah i lubiącą morską wilgoć odmianę mourvèdre.
Producenci z regionu Fitou mogą również oznaczać swoje wina nazwą bardziej ogólnej apelacji – Corbières. Najczęściej czynią to z winami białymi i różowymi.
Fitou maritime obejmuje gminy Fitou, Caves, Treilles, La Palme i Leucate.
Zachodnia, pagórkowata część apelacji Fitou obejmuje gminy Cascatel, Villeneuve-les-Corbières, Tuchan i Durban.
Fitou przez długi okres wyróżniało się jakością na tle innych regionów Langwedocji, lecz starania ze strony konkurencyjnych producentów ograniczyły tę różnicę. Popularność zyskało w latach 80. XX wieku. Typowe dla regionu są mocne wina czerwone starzone w beczkach i beczułkach barrique.
Niezależnie od części, z której pochodzi wino objęte apelacją musi być w min. 30% wytłoczone z carignan i (od 2008) zawierać min. 10% mourvèdre. Gotowe wino musi jednocześnie w min. 70% składać się z odmian carignan, grenache lub lledoner pelut (garnacha peluda).
W zależności od jakości i rocznika optymalny czas konsumpcji wina fitou ocenia się na 3 do 10 lat.